# Колесса, Любка
Любка (Любовь Александровна) Колесса (нем. Lubka Kolessa, в замужестве Филиппс-Колесса, англ. Philipps-Kolessa) — австрийская и канадская пианистка и музыкальный педагог. Получила известность как обладательница романтического стиля, исполнительница произведений Шопена, Моцарта, Шумана.

## Биография
Родилась в 1902 году в Лемберге (ныне Львов) в семье университетского профессора Александра Колессы. В 1904 году семья перебралась в Вену. В семействе Колесс музыка занимала важное место: дядя Любки, Филарет, был этномузыковедом, исследователем украинской народной музыки, двоюродный брат Николай — композитором и дирижером, младшая сестра Христя стала виолончелисткой и музыкальным педагогом. Сама Любка в детстве начала обучаться игре на фортепиано под руководством бабушки, которая в свою очередь сама была ученицей Фредерика Шопена. В 1915 году окончила в Вене музыкальную школу М. Диджелли, занималась в Венской академии музыки (класс Луиса Терна). В 1918 году окончила академию с премией фирмы Bösendorfer как лучшая выпускница. До 1920 года продолжала обучение в школе мастерства при Венской академии у Эмиля фон Зауэра, завершила учёбу как лауреат государственной премии Австрии для лучших абитуриентов. Позднее, в 1929—1930 годах, совершенствовалась в исполнительском искусстве в Тироле под руководством Эжена д’Альбера, ученика Листа.
Провела первое европейское концертное турне по завершении учебы в Венской академии. Активно гастролировала в крупнейших городах Европы в межвоенный период, в 1930-е годы давая до 150 концертов ежегодно. В 1929 году провела турне по городам Украинской ССР. Романтический исполнительский стиль Колессы отличался эмоциональностью и виртуозностью, особым чувством ритма и легкостью. Центральное место в ее репертуаре занимали произведения Шопена (из-за чего критики называли ее «украинской шопенисткой») и Моцарта, большие фортепианные циклы Шумана и органные переложения Баха. Исполняла также произведения украинских композиторов; Энциклопедия современной Украины отмечает в частности выступление 1937 года, когда Колесса в национальном костюме исполнила для Лондонского телевидения произведения Василия Барвинского и Нестора Нижанковского. Выступала также с оркестрами под управлением таких дирижеров как Карл Бём, Вильгельм Фуртвенглер, Герберт фон Караян, Эрих Клайбер, Виллем Менгельберг, Бруно Вальтер и Феликс Вайнгартнер, завоевав репутацию одной из ведущих европейских пианисток. Колесса стала первой украинской пианисткой, чье исполнение было издано европейским лейблом звукозаписи — Ultraphone (Чехословакия, ранее 1936). Позже записи сольных концертов Колессы выпускали также лейблы His Master’s Voice (Великобритания) и Electrola (Германия).
В 1937 году вышла замуж за британского дипломата Трейси Филиппса и переехала в Лондон; в этом браке в 1939 году родился сын Игорь. В 1938 году провела турне по Южной Америке. В 1940 году перебралась в Оттаву (Канада) и в дальнейшем натурализовалась как канадская гражданка. Первый сольный концерт в Канаде дала в декабре 1940 года. На протяжении следующего десятилетия регулярно выступала на радио CBC, в том числе с сериями программ произведений Моцарта (14 передач), Баха (10 передач), Бетховена (20 сонат и 5 концертов), Шуберта (10 сонат) и Шопена (5 передач). В январе 1948 года впервые дала сольный концерт в Карнеги-холле. В Северной Америке выступала с Торонтским симфоническим и Нью-Йоркским филармоническим оркестрами.
Одновременно с концертной деятельностью начала в Канаде педагогическую карьеру. С 1942 года преподавала в Королевской музыкальной консерватории (Торонто), где в 1946 году возглавила фортепианное отделение только что открытй высшей школы. Преподавала в Королевской консерватории до 1949 года. После нескольких лет частной педагогической деятельности в Торонто присоединилась в 1952 году к преподавательскому коллективу Музыкальной консерватории Квебека в Монреале, где работала до 1973 года. В 1954 году завершила выступления, чтобы сосредоточиться на преподавании. Помимо Музыкальной консерватории Квебека вела занятия в 1955—1966 годах в частной школе Венсан-д’Инди, а в 1959—1960 годах в Украинском музыкальном институте (Нью-Йорк). На протяжении 12 лет также преподавала в Макгиллском университете. Воспитала многочисленных деятелей канадской музыки, включая Марио Бернарди, Говарда Брауна, Пола Кроуфорда, Джона Хокинса, Эдварда Лауфера и Клермона Пепена.
В последние годы жизни не появлялась на публике. Скончалась в Торонто в 1997 году. За год до смерти во Львове вышла дискография Любки Колессы в редакции Романа Савицкого; в 1999 году лейбл Doremi Records выпустил коллекцию из трех компакт-дисков The Art of Lubka Kolessa, в которую вошли записи Колессы 1936—1949 годов, включая частные и неизданные записи.